# Чемпионат Сербии по баскетболу
Чемпионат Сербии по баскетболу — Высший дивизион Сербии в структуре Сербского баскетбола. Был основан в 2006 году после распада Сербии и Черногории.

## Спонсорские названия лиги
- Sinalco Баскетбольная лига Сербии: 2006–2007
- Swisslion Баскетбольная лига Сербии: 2007–2009
- Agroživ Баскетбольная лига Сербии: 2011–2013
- Mozzart Баскетбольная лига Сербии: 2016–2019
- Admiral Bet Баскетбольная лига Сербии: 2021–2025
- Meridianbet Баскетбольная лига Сербии: 2025–н. в.

## Клубы в сезоне 2024/2025
В сезоне 2024/2025 участвуют 22 клубов из 13 городов.
| Клуб              | Город                | Арена                                              | Вместительность |
| ----------------- | -------------------- | -------------------------------------------------- | --------------- |
| Борац             | Чачак                | Баскетбольный зал «Борац» у края Моравы            | 4,000           |
| Чачак 94          | Чачак                | Спортивный центр «Младость»                        | 1,000           |
| Црвена звезда     | Белград              | Хала «Александар Николич»                          | 8,000           |
| Динамик           | Белград              | Спортивный центр «Динамик»                         |                 |
| ФМП               | Белград              | Спортивная арена «Железник»                        | 3,700           |
| ФМП               | Нови-Пазар           | Спортивная академия «Doguš»                        | 800             |
| Джокер            | Сомбор               | Спортивная арена Моштонга                          | 1,400           |
| Мега              | Белград              | Спортивный зал Ранко Жеравица                      | 3,500           |
| Металац           | Валево               | Спортивная арена Валево                            | 2,500           |
| Младость          | Белград              | Мастер (спортивный центр)                          | 1,350           |
| ОКК Белград       | Белград              | Тренировочный центр имени Деяна Милойевича         | 700             |
| Партизан          | Белград              | Белградская арена                                  | 18,000          |
| Раднички          | Крагуевац            | Спортивная арена «Езеро»                           | 3,570           |
| Слобода           | Ужице                | Арена «Великий парк»                               | 2,200           |
| Слога             | Кралево              | Спортивная арена в Кралево                         | 3,350           |
| Спартак           | Суботица             | Спортивная арена «Дудова Шума»                     | 3,500           |
| Тамиш             | Панчево              | Спортивная арена «Стрелиште»                       | 1,100           |
| Воеводина         | Нови Сад             | Спортивный и бизнес-центр Воеводина                | 6,087           |
| Вршац Меридианбет | Вршац                | Милленниум                                         | 4,400           |
| Младость СП       | Смедеревска-Паланка, | Спортивная арена при основной школе «Вук Караджич» | 500             |
| Златибор          | Чайетина             | Спортивная арена «Чайетина»                        | 1,000           |
| БКК Раднички      | Белград              | Спортивная арена имени Давида Калинич              | 1,000           |

## Чемпионы
| Сезона  | Чемпионы      | Вице-чемпионы      | Результат финала | Тренер чемпионов |
| ------- | ------------- | ------------------ | ---------------- | ---------------- |
| 2006/07 | Партизан      | Црвена звезда      | 3-1              | Душко Вуйошевич  |
| 2007/08 | Партизан      | Хемофарм           | 3-1              | Душко Вуйошевич  |
| 2008/09 | Партизан      | Црвена звезда      | 3-2              | Душко Вуйошевич  |
| 2009/10 | Партизан      | Хемофарм           | 3-0              | Душко Вуйошевич  |
| 2010/11 | Партизан      | Хемофарм           | 3-0              | Влада Йованович  |
| 2011/12 | Партизан      | Црвена звезда      | 3-1              | Влада Йованович  |
| 2012/13 | Партизан      | Црвена звезда      | 3-1              | Душко Вуйошевич  |
| 2013/14 | Партизан      | Црвена звезда      | 3-1              | Душко Вуйошевич  |
| 2014/15 | Црвена звезда | Партизан           | 3-0              | Деян Радонич     |
| 2015/16 | Црвена звезда | Партизан           | 3-1              | Деян Радонич     |
| 2016/17 | Црвена звезда | ФМП                | 3-0              | Деян Радонич     |
| 2017/18 | Црвена звезда | ФМП                | 3-0              | Миленко Топич    |
| 2018/19 | Црвена звезда | Партизан           | 3-1              | Милан Томич      |
| 2020/21 | Црвена звезда | Мега               | 2-1              | Деян Радонич     |
| 2021/22 | Црвена звезда | ФМП                | 2-0              | Деян Радонич     |
| 2022/23 | Црвена звезда | ФМП                | 2-0              | Душко Иванович   |
| 2023/24 | Црвена звезда | Партизан           | 2-0              | Яннис Сферопулос |
| 2024/25 | Партизан      | Спартак (Суботица) | 2-0              | Дуэйн Вашингтон  |

### Лучшие клубы
| Клуб               | Чемпионы | Вице-чемпионы | Год чемпионства                                      | Год вице-чемпионства         |
| ------------------ | -------- | ------------- | ---------------------------------------------------- | ---------------------------- |
| Црвена звезда      | 9        | 5             | 2015, 2016, 2017, 2018, 2019, 2021, 2022, 2023, 2024 | 2007, 2009, 2012, 2013, 2014 |
| Партизан           | 9        | 4             | 2007, 2008, 2009, 2010, 2011, 2012, 2013, 2014, 2025 | 2015, 2018, 2019, 2024       |
| ФМП                | —        | 4             | —                                                    | 2017, 2018, 2022, 2023       |
| Хемофарм           | —        | 3             | —                                                    | 2008, 2010, 2011             |
| Мега               | —        | 1             | —                                                    | 2021                         |
| Спартак (Суботица) | —        | 1             | —                                                    | 2025                         |

## Известные игроки
| - Новица Величкович - Милош Теодосич - Урош Трипкович - Коста Перович - Неманья Бьелица - Миленко Тепич - Мирослав Радульица - Милан Мачван - Марко Кешель - Милан Гурович - Стефан Маркович - Александр Рашич - Деян Милоявич - Зоран Ерцег - Бобан Марьянович - Иван Паунич - Милован Ракович - Душан Кецман - Марко Чакаревич - Миляан Павкович - Владан Вукосавлевич - Тадия Драгечевич - Драган Лабович - Чедомир Витковац - Деян Боровняк - Златко Болич - Бранко Милисавлевич - Марко Маринович | - Алекс Марич - Натан Джаваи - Стивен Маркович - Милт Паласио - Филипп Виденов - Ян Веселы - Стефан Лазме - Истван Немет - Никола Пекович - Славко Вранеш - Педраг Самардински - Горан Ягодник - Вонтиго Камингс - Бо МакЛеб - Лоренс Робертс - Джеймс Гист - Кертис Дерелс - Омар Кук - Майкл Ли |